# Svovlsyrling
Svovlsyrling (H2SO3) er en svovlforbindelse, der forekommer, når svovldioxid (SO2) bliver opløst i vand (H2O). Svovlsyrlingens salte hedder sulfitter.